# Paul Debevec
Paul Debevec es un investigador de computación gráfica en el Institute for Creative Technologies de la Universidad del Sur de California. Es conocido por su trabajo pionero en imágenes High Dynamic Range y en renderizado y modelado basado en imágenes image-based modelling and rendering, IBMR.
Debevec se doctoró en Ciencias de la Computación en la Universidad de Berkeley en 1996; su tesis doctoral era sobre fotogrametría, o la restitución de la imagen tridimensional de un objeto a partir de una serie de fotografías tomadas desde diversos ángulos. en 1997 produjo junto con alguno de sus estudiantes The Campanile Movie (1997), una vista aérea virtual de la famosa Torre Campanile en el campus de la Universidad de Berkeley. Las investigaciones más recientes de Debevec y su equipo incluyen métodos de iluminación realista para su uso en gráficos sintéticos; de estos trabajos han surgido unas cuantas novedades para sistemas de representación de la iluminación ambiente y la luz reflejada, como "Light Stage", del cual han sido desarrolladas cinco o más versiones, cada una de ellas mejorando la anterior.
Técnicas basadas en el trabajo de Debevec han sido utilizas en algunos conocidos largometrajes como Matrix (1999) y Spider-Man 2 (2004). Además, Debevec y su equipo han producido diversos cortos premiados en SIGGRAPH el certamen anual de Teatro Electrónico, como Fiat Lux (1999) y The Parthenon (2004).